# Lucarne
Pour les articles homonymes, voir Lucarne (homonymie).

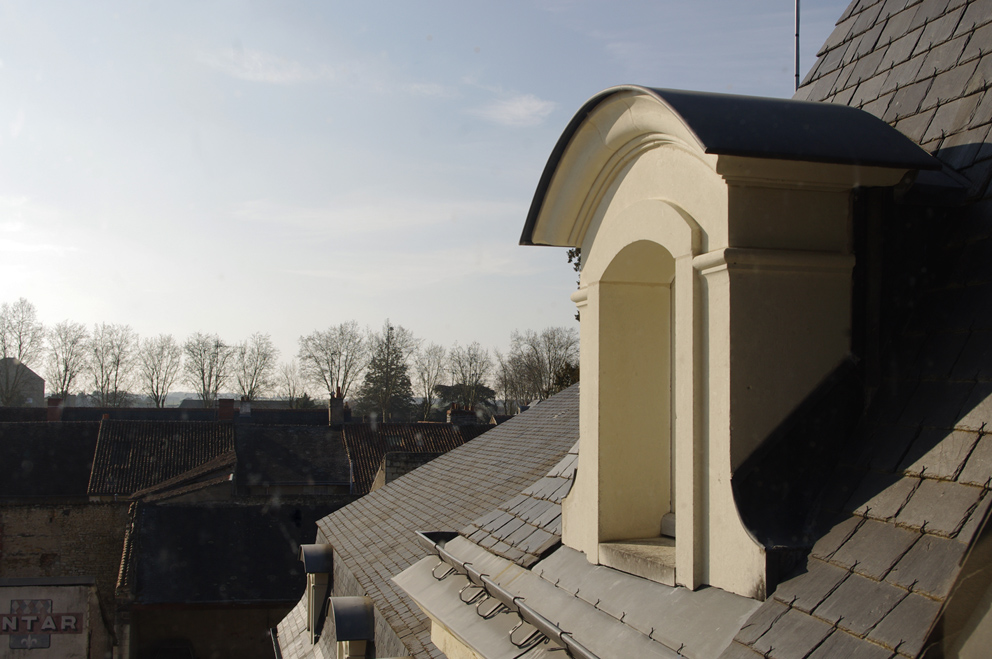
Une lucarne du XVIIe siècle à Richelieu (Indre-et-Loire).

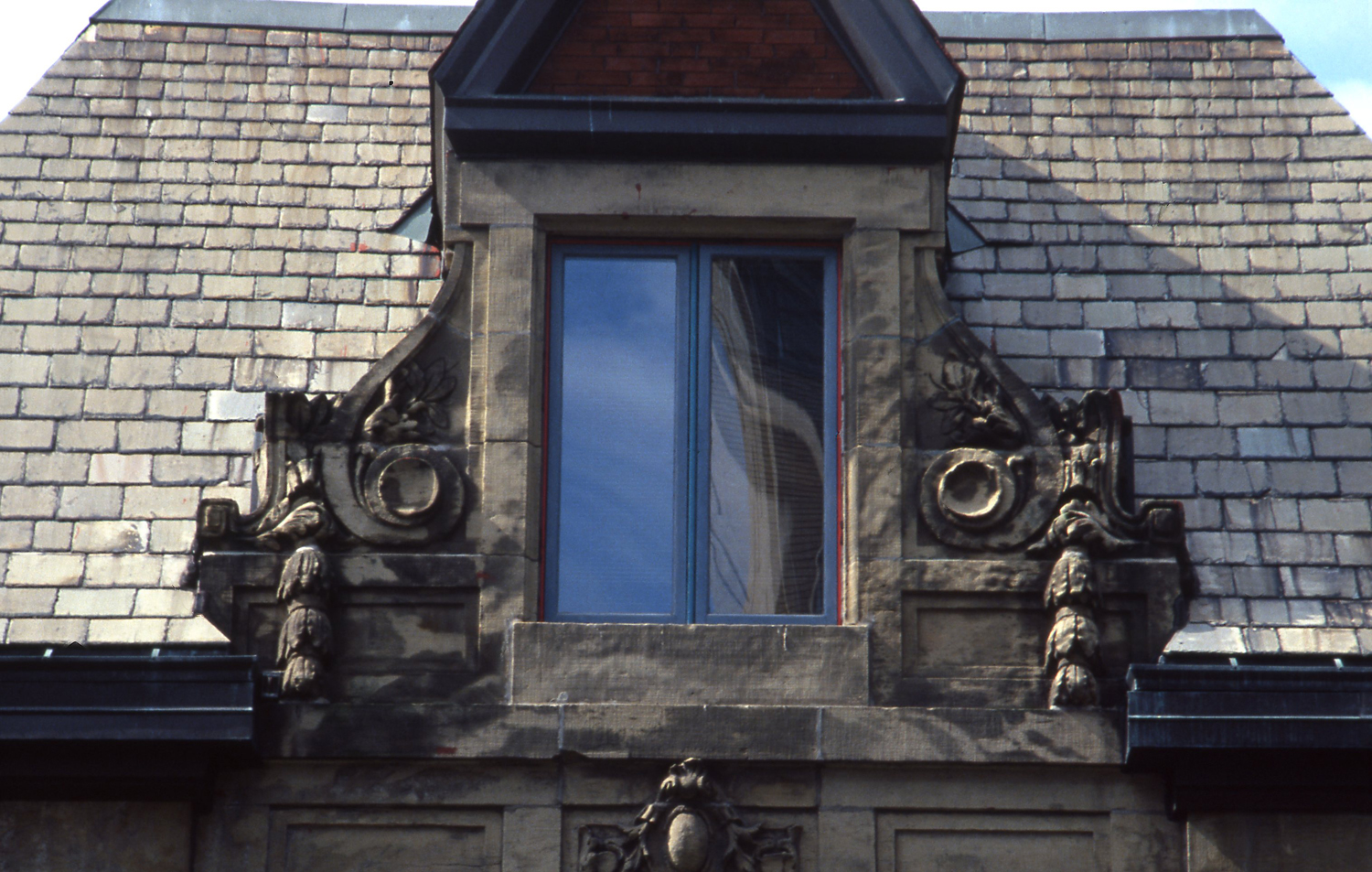
Lucarne accostée d'ailerons à volutes et éclairée par une fenêtre à linteau droit.

Une lucarne est une baie verticale placée en saillie sur la pente d’une toiture pour éclairer et aérer le comble ou pour y accéder. La lucarne est composée d'une façade verticale, de deux côtés (appelés « joues » ou « jouées ») et d'une couverture généralement à deux ou trois pentes (croupe) formant des noues avec le pan de toiture principal. La lucarne est un ouvrage de charpente qui dépend de la toiture, même si sa façade peut être élevée en maçonnerie.
Les lucarnes peuvent prendre de l'ampleur. La grande-lucarne réunit plusieurs fenêtres et peut être le couronnement d'un corps de bâtiment. Une lucarne à plusieurs niveaux éclaire plusieurs étages de comble.

## Histoire
Selon l'architecte Eugène Viollet-le-Duc, la lucarne apparaît au début de l'époque gothique : durant la période romane, les toitures sont planes et les combles perdus. Au XIIIe siècle, les toits deviennent plus pentus et les combles sont aménagés en de grandes salles lambrissées des logis des grandes demeures (palais, château, manoir), ces salles nécessitant d'être éclairées et aérées. Les premières lucarnes recouvertes de plomb ou d’ardoises dans ces édifices sont en bois et à gable ajouré (souvent en arc tréflé emboîté dans deux potences), les tailleurs de pierre empruntant par la suite cette forme aux charpentiers pour construire des lucarnes en pierre à gable et pinacle. Leur fonction décorative se développe au gothique flamboyant et surtout à la Renaissance pour redevenir plus simple aux siècles suivants.

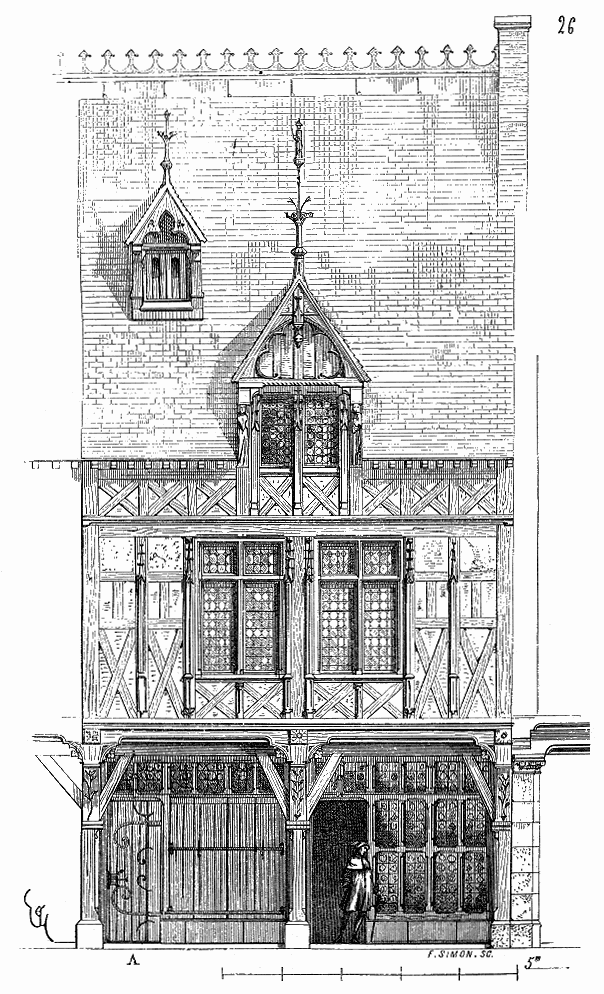
Lucarne en bois à arc tréflé à gauche, à arc polylobé à droite.
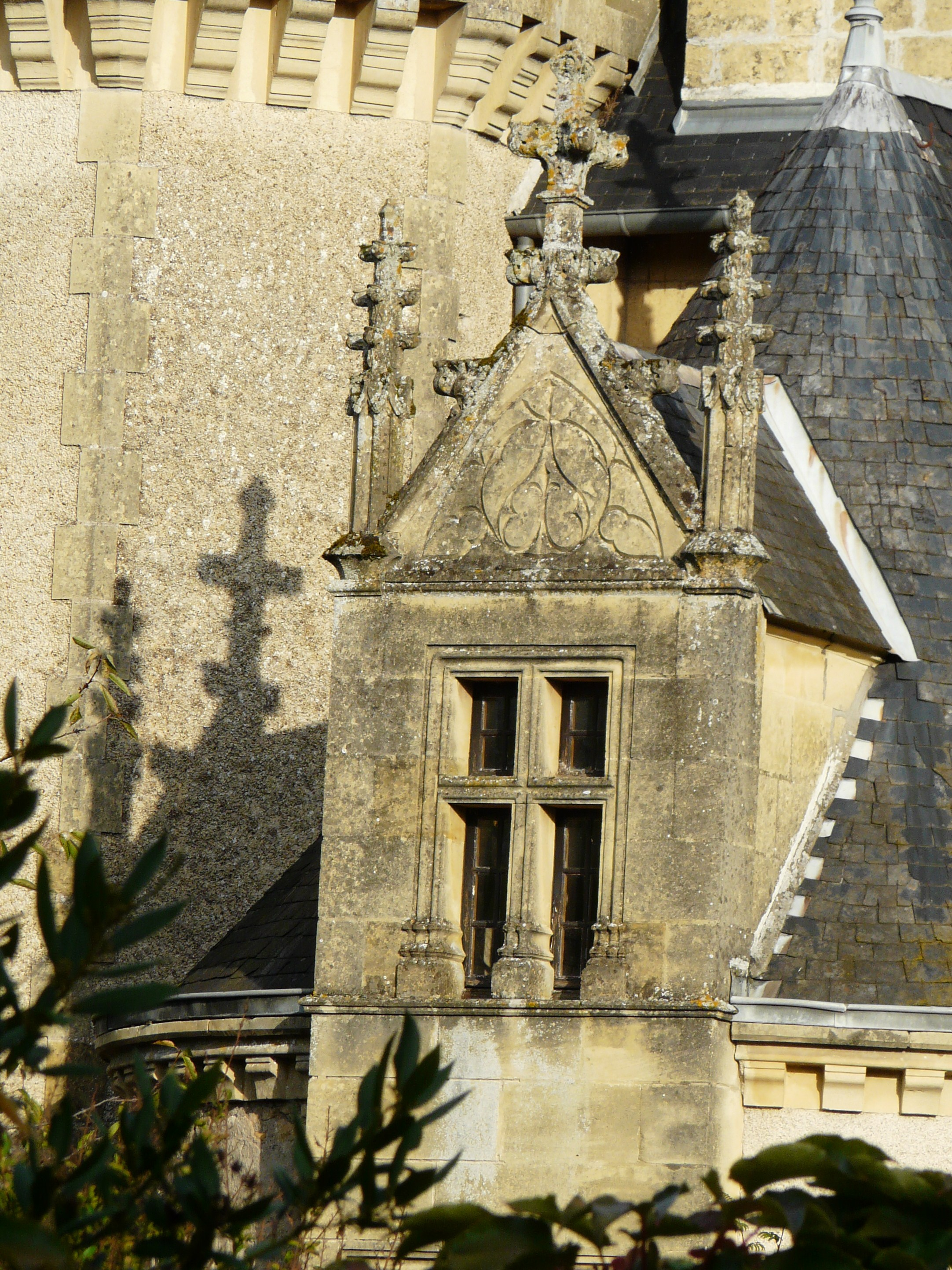
Lucarne en pierre à gable et pinacle.
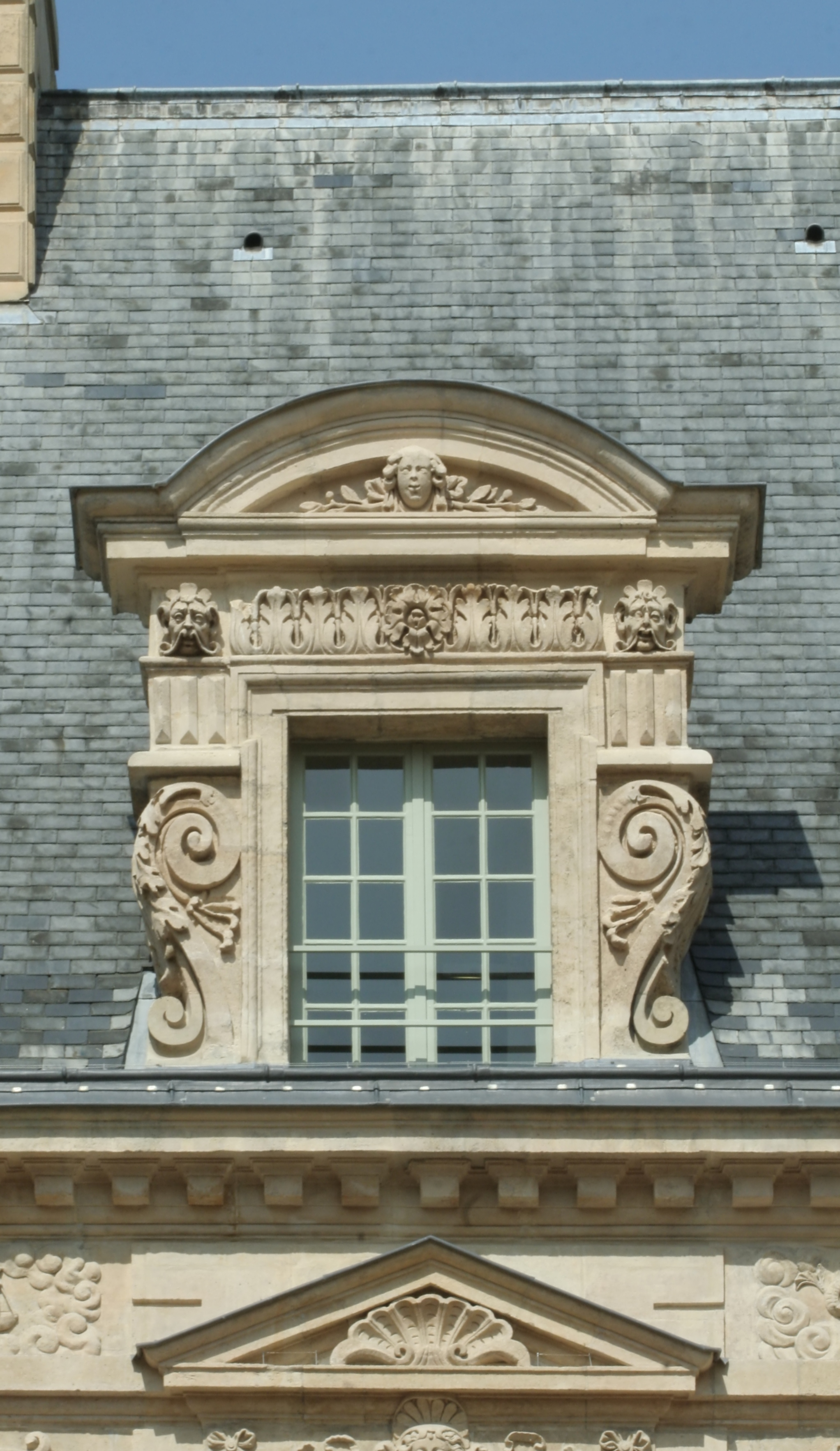
Lucarne cintrée et encadrée de volutes du XVIIe siècle.

## Typologie des lucarnes
Les lucarnes ont de très nombreuses formes ; leur dénomination varie selon les régions.

### Selon l'usage
On distingue deux types de lucarnes :
- les lucarnes d'accès servent à faire entrer les objets lourds ou encombrants (p.ex. sacs de grains) dans les combles (lucarne-poulie, lucarne-porte) ;
- les lucarnes à fenêtre servent à rendre habitable (éclairage et ventilation) l'étage de comble.

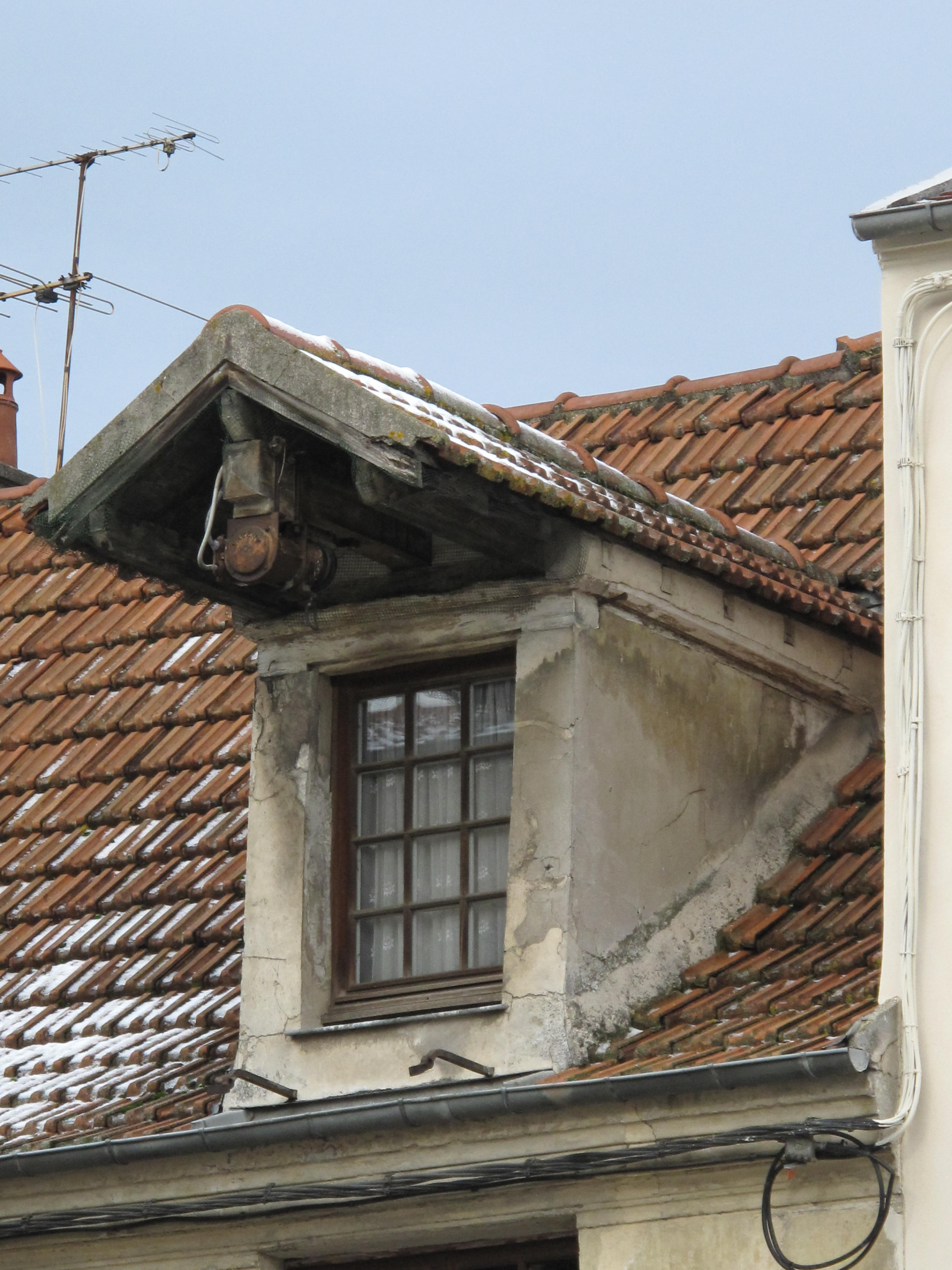
Lucarne d'accès : lucarne-poulie à Lagny-sur-Marne.
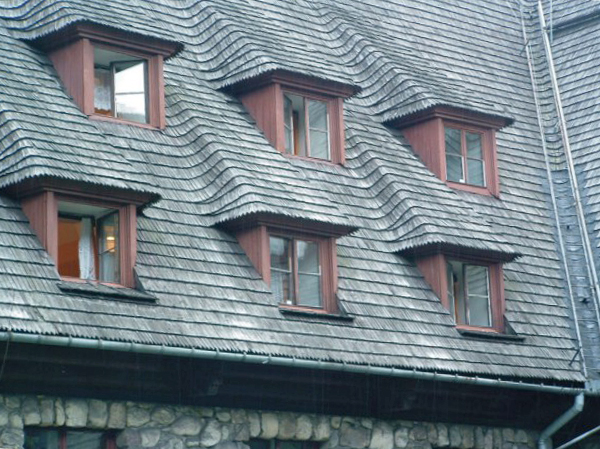
Lucarnes à fenêtre.

### Selon la forme de leur couverture
On distingue :
- la lucarne à pignon couvert / à pignon découvert
- la lucarne à fermette de tête / à fermette débordante (qui sont deux cas particuliers de lucarnes à pignon couvert).

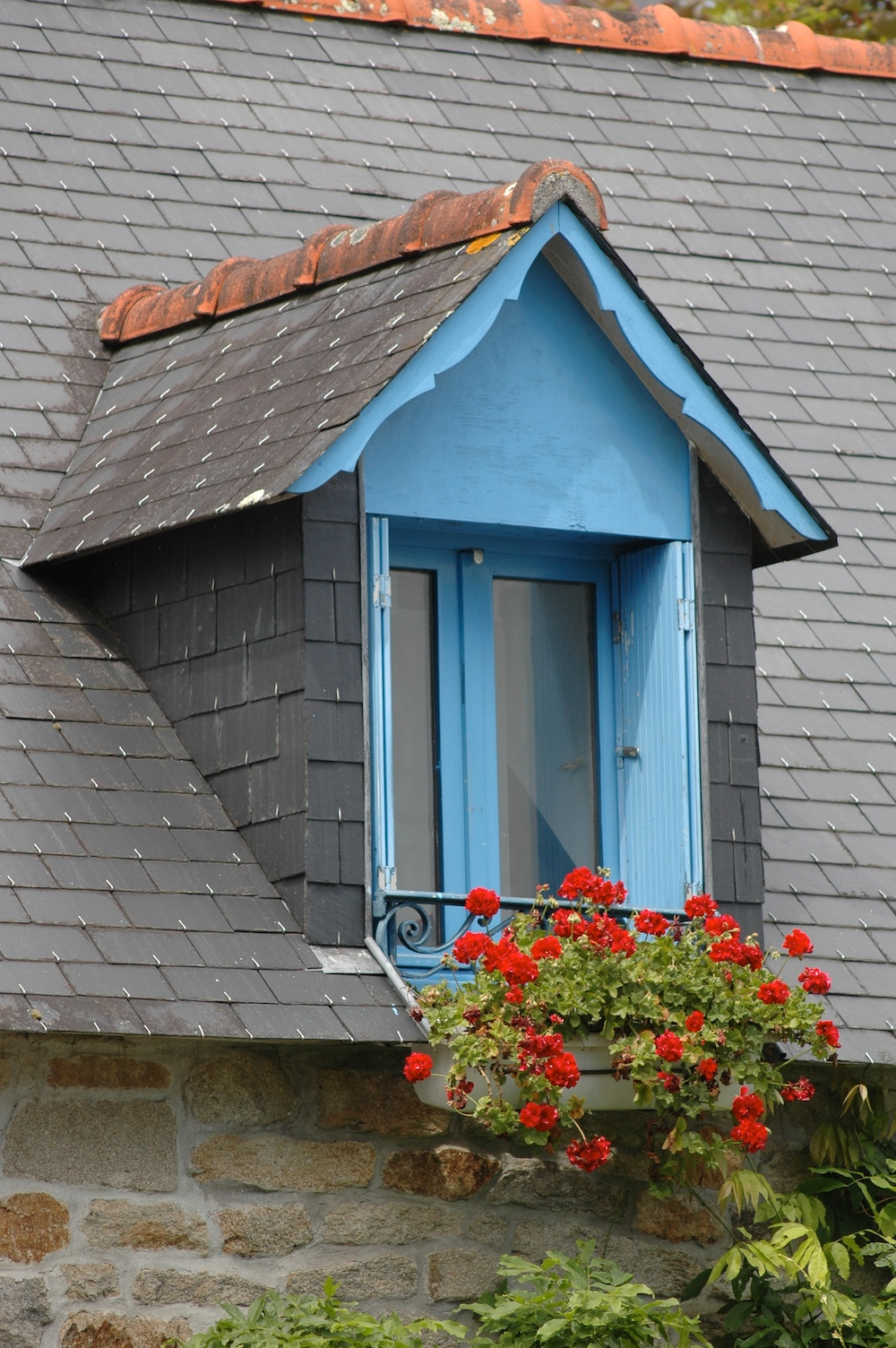
Lucarne à pignon couvert.
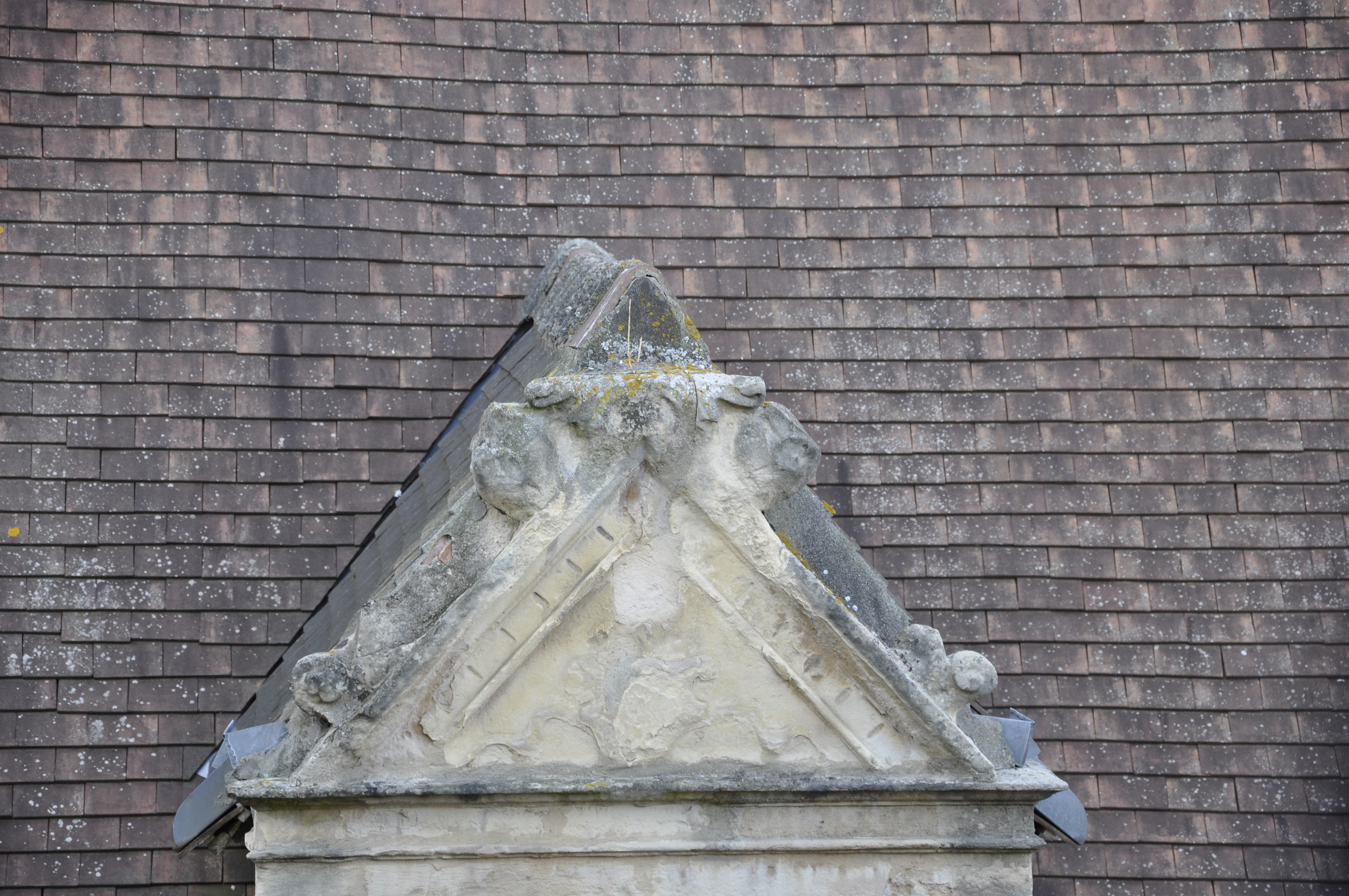
Lucarne à pignon découvert.

### Selon la position par rapport au mur gouttereau
On distingue :
- la lucarne de façade dont la façade repose sur le mur gouttereau. Elle peut ou non interrompre l'avant-toit ;
- la lucarne rentrante dont la fenêtre est presque entièrement sous la pente du toit et en retrait par rapport au nu du mur gouttereau, dont elle est séparée par une terrasse. La lucarne rentrante a des jouées rentrantes. Elle peut poser des problèmes d'étanchéité ;
- la lucarne de versant est posée sur le cours d'un versant du toit. Elle peut servir à éclairer un deuxième étage de comble.

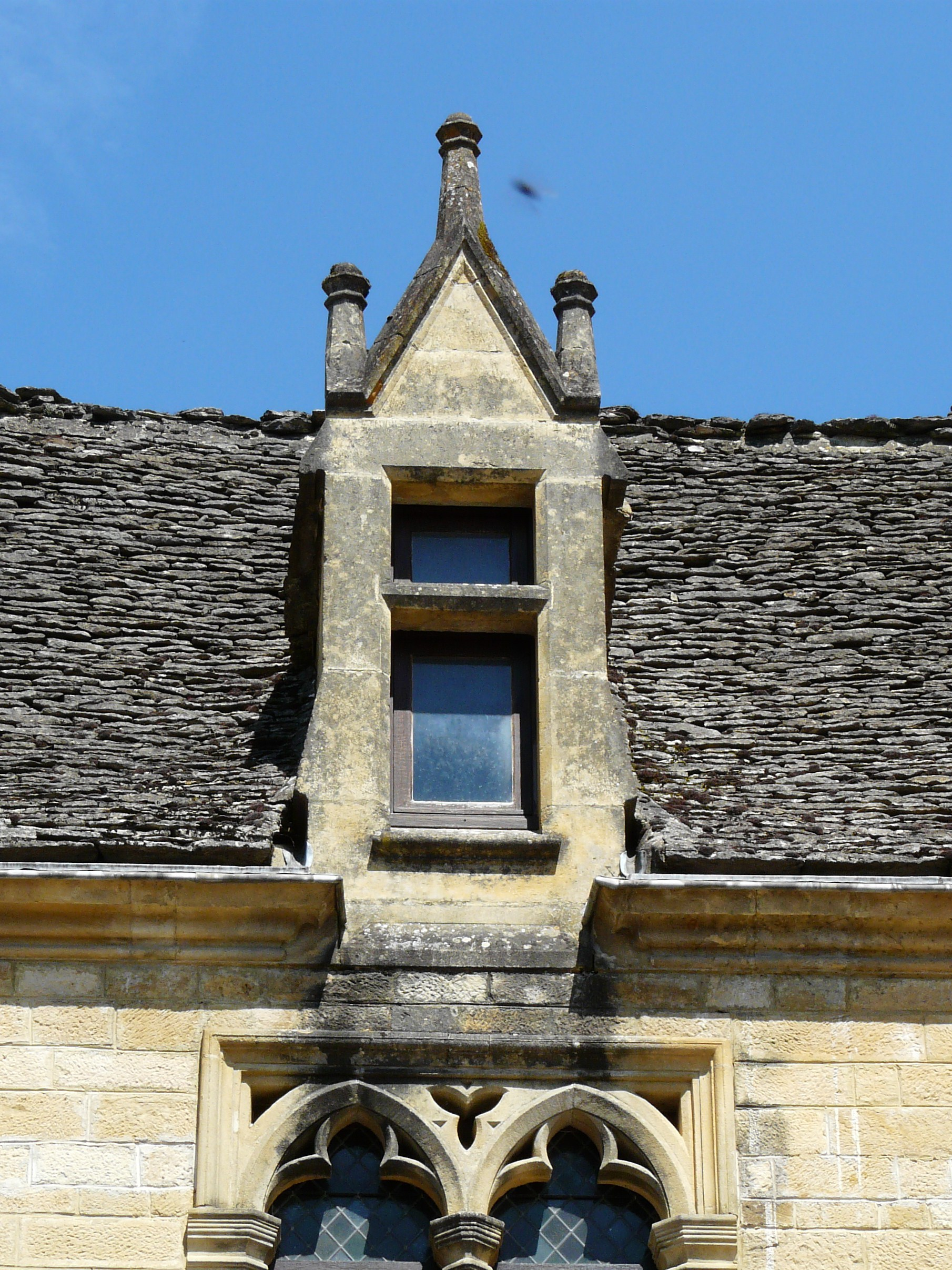
Lucarne de façade.
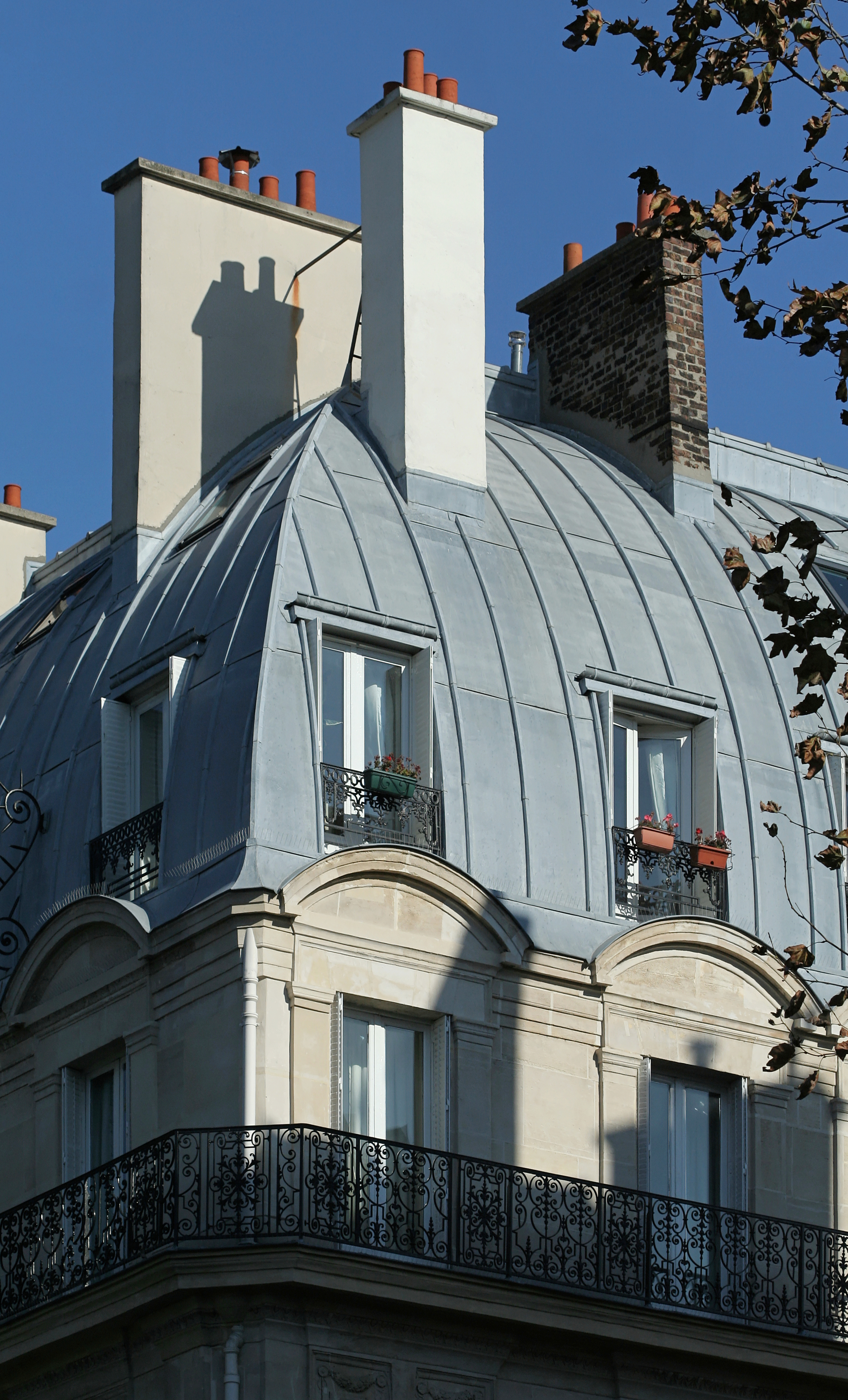
Lucarne rentrante place Saint-Michel à Paris.
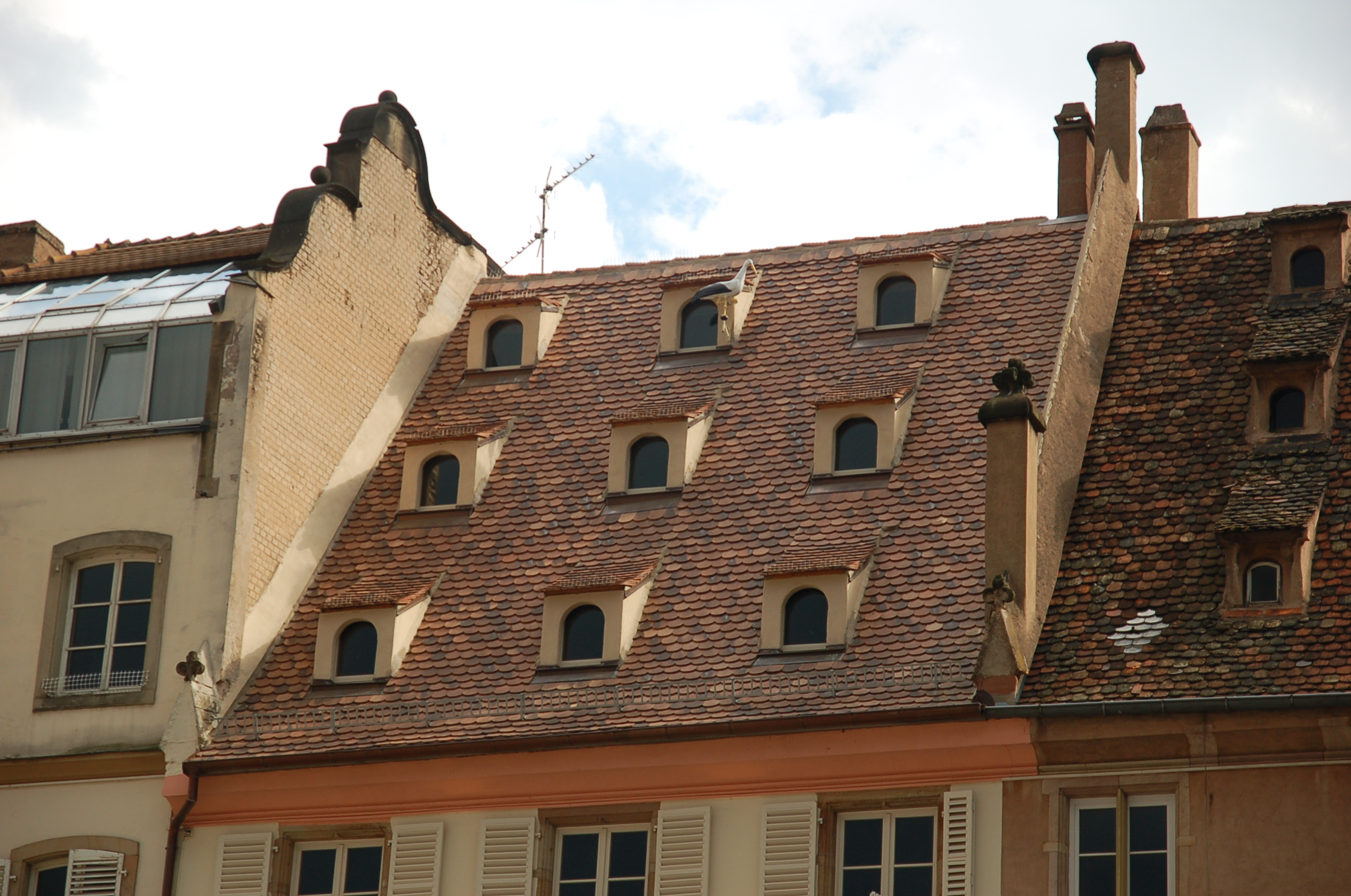
Lucarnes sur le versant sur plusieurs niveaux.

### Lucarnes de petites dimensions
- l'œil-de-bœuf est une lucarne dont l’ouverture est circulaire ou ovale ;
- l'outeau ou lucarne pointue[5], lucarne sur le versant à deux pentes, recouvrant une ouverture triangulaire ou plus rarement rectangulaire ;
- le chien-assis désignait à l'origine une petite lucarne destinée à la ventilation.

| 1. Lucarne jacobine 2. Lucarne rampante 3. Lucarne à toit plat 4. Lucarne à la capucine 5. Lucarne bombée 6. Lucarne à chapiteau 7. Lucarne à tourelle 8. Lucarne de façade 9. Lucarne hollandaise 10. Lucarne demoiselle 11. Lucarne meunière 12. Lucarne en chapeau de gendarme 13. Outeau 14. Lucarne faîtière |

### Dénominations se rapportant à la façade
- la lucarne fronton se caractérise par son fronton triangulaire ou curviligne ;
- la lucarne historiée se caractérise par son tympan orné de sculptures d'armoiries ou de bas reliefs et son couronnement découpé en arcatures ou terminé en pinacles ;
- la lucarne flamande est construite en maçonnerie de pierre ou de brique et couronnée d’un fronton à multiples redents dissimulant la vue de la toiture ;
- la lucarne pendante, appelée aussi lucarne meunière ou gerbière, placée à l’aplomb de la façade et dont la baie descend en dessous de la toiture.

### Dénominations se rapportant à la couverture
- la lucarne jacobine, appelée aussi « lucarne à deux pans », « lucarne bâtière » ou « lucarne à chevalet », a une couverture à deux pans dont le faîtage est perpendiculaire à la toiture principale et a un pignon ou un fronton en façade ;
- la lucarne demoiselle[6] (ou lucarne en chien-assis, retroussée) est placée en partie supérieure d’un comble et terminée par une toiture triangulaire voire conique ;
- la lucarne rampante (ou en chien couché) dont la toiture est à une seule pente légère ;
- la lucarne en forme de trapèze ou lucarne hollandaise : lucarne rampante dont les jouées sont inclinées ;
- la lucarne en chapeau de gendarme aux jouées galbées ;
- la lucarne à la capucine, appelée aussi « lucarne capucine » ou « lucarne à croupe », est couverte d’un toit à trois pentes dont une croupe sur le devant ;
- la lucarne normande, appelée aussi « lucarne à demi-croupe », dont la toiture comporte une demi-croupe frontale qui déborde largement des jouées ;
- la lucarne bombée ou lucarne cintrée, dont la toiture suit la forme d’un arc de cercle, une ferblanterie en zinc ou en cuivre permettant une exécution des plus modernes ;
- la lucarne carrée, dont la toiture est le plus souvent à deux pentes et à faîtière horizontale, est dénommée chien-assis dans les constructions modernes ;
- la lucarne faîtière ou lanterneau de toit est placée en partie supérieure d’un comble et qui termine le faîte d'une toiture à pignon ;
- la lucarne à la Mansart est percée dans le brisis des toits mansardés. Elle doit son nom à l'architecte François Mansart.

Autres exemples de lucarnes
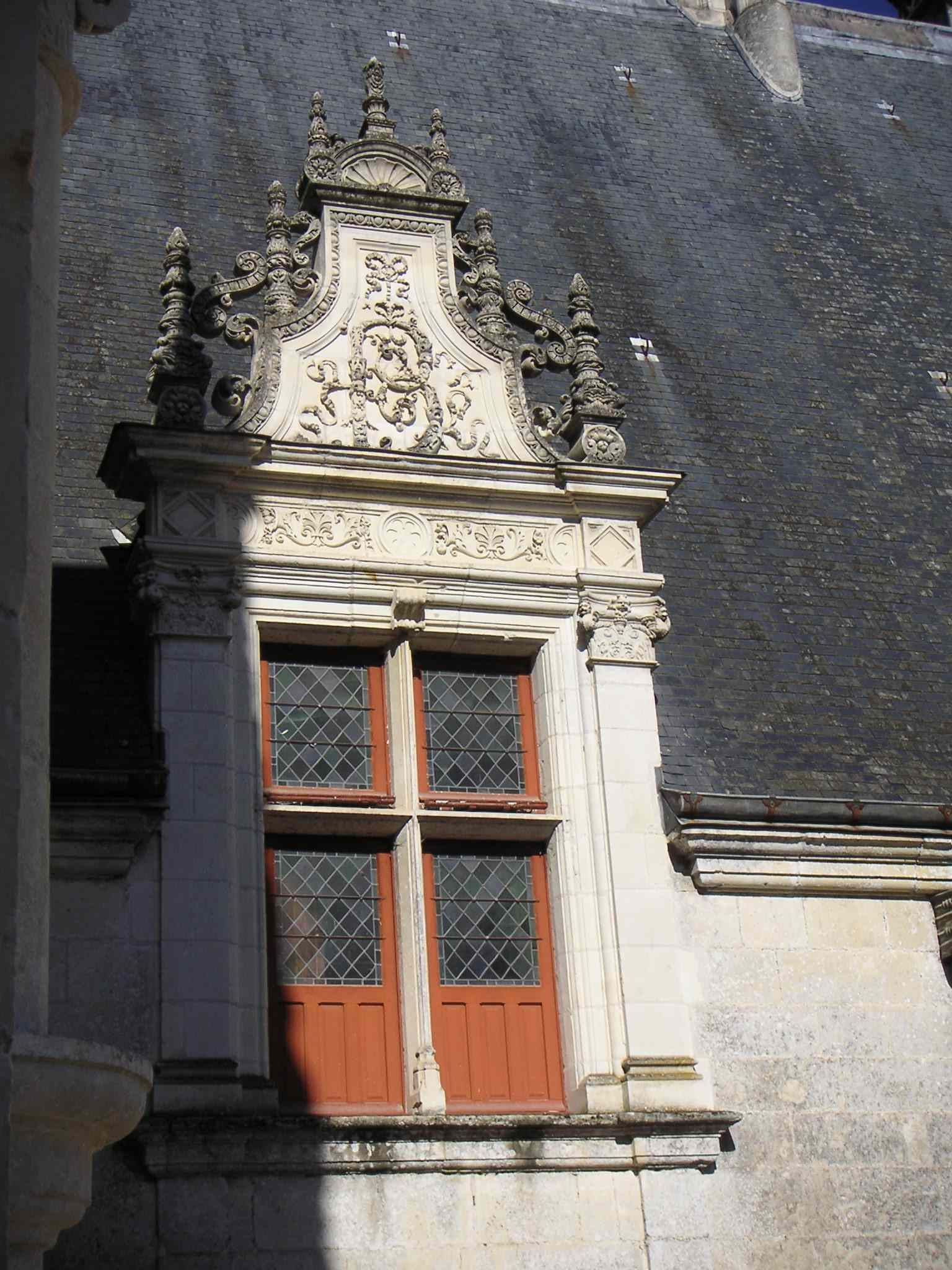
Lucarne du château d'Azay-le-Rideau.
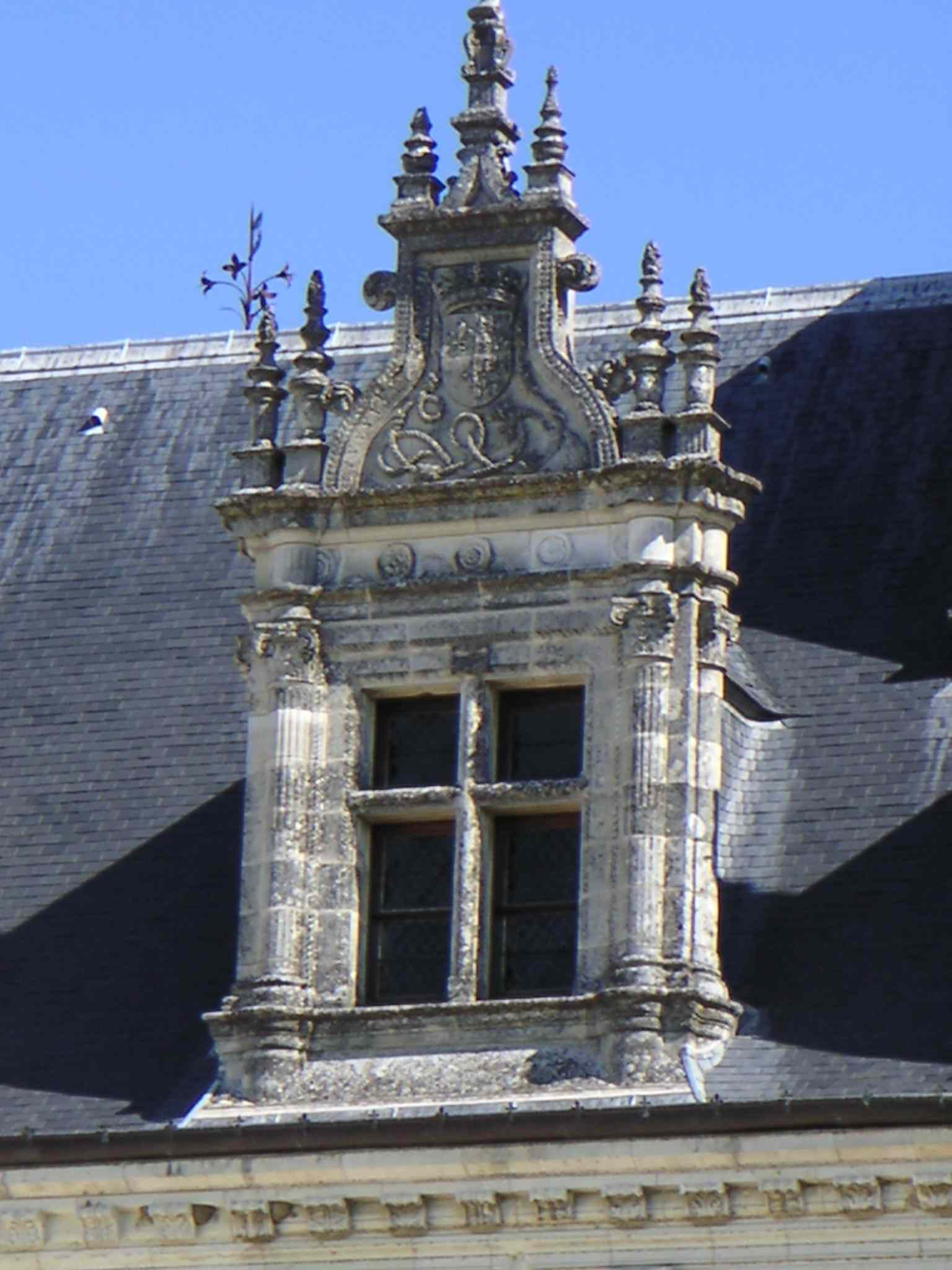
Lucarne Renaissance du château d'Amboise.
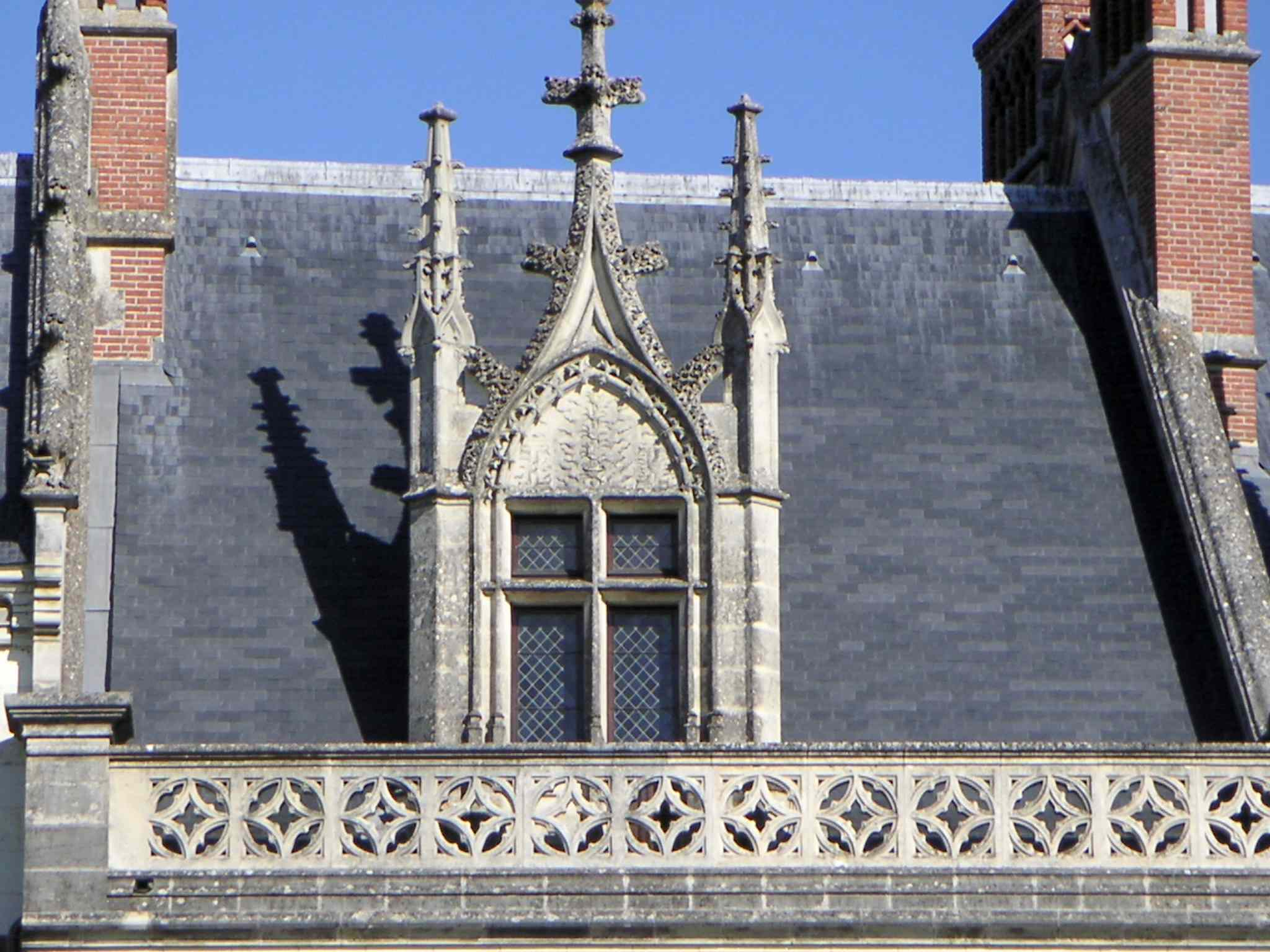
Lucarne gothique du château d'Amboise.
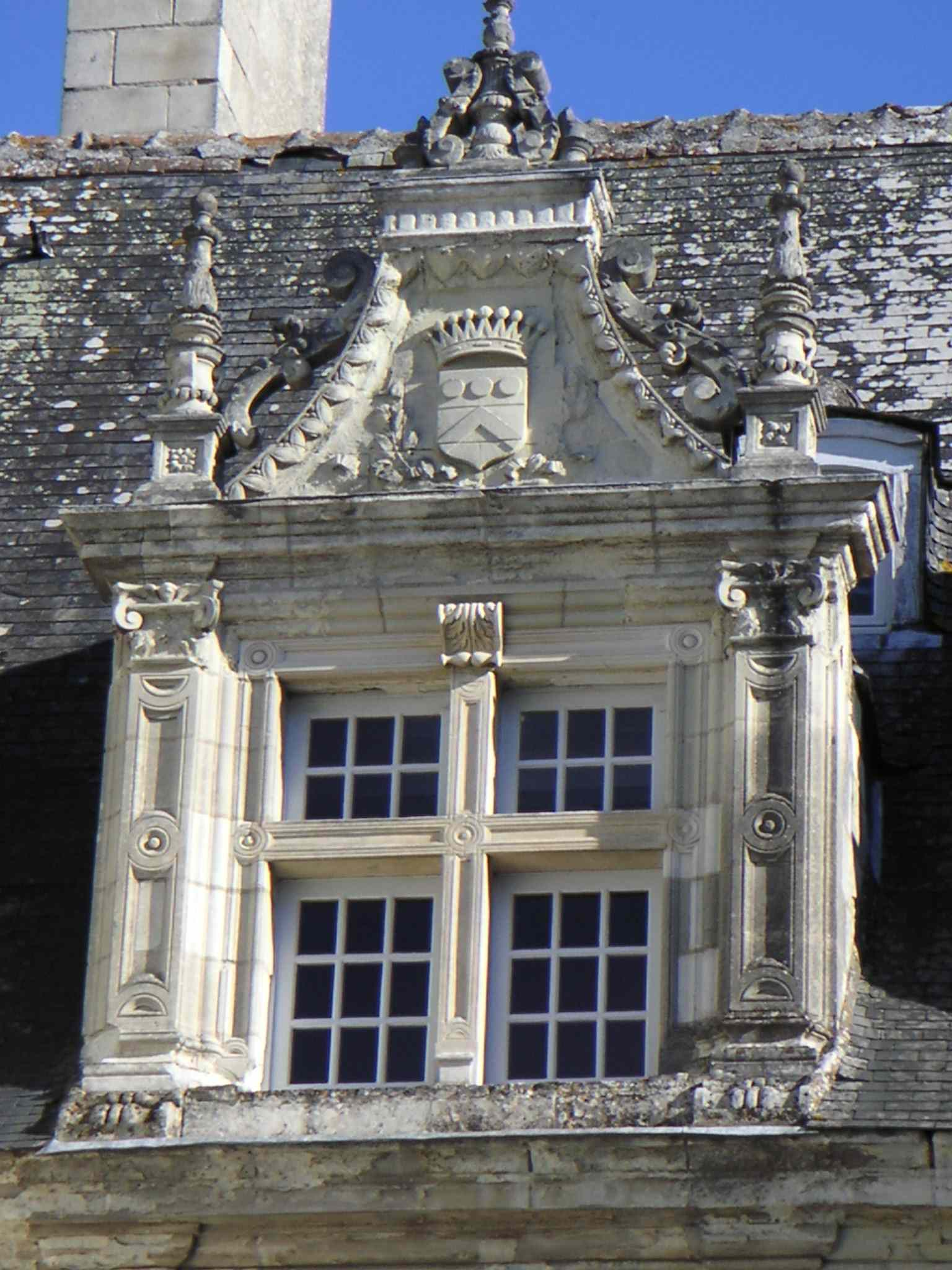
Lucarne Renaissance du château de Villandry.
Une lucarne du château de Chambord.
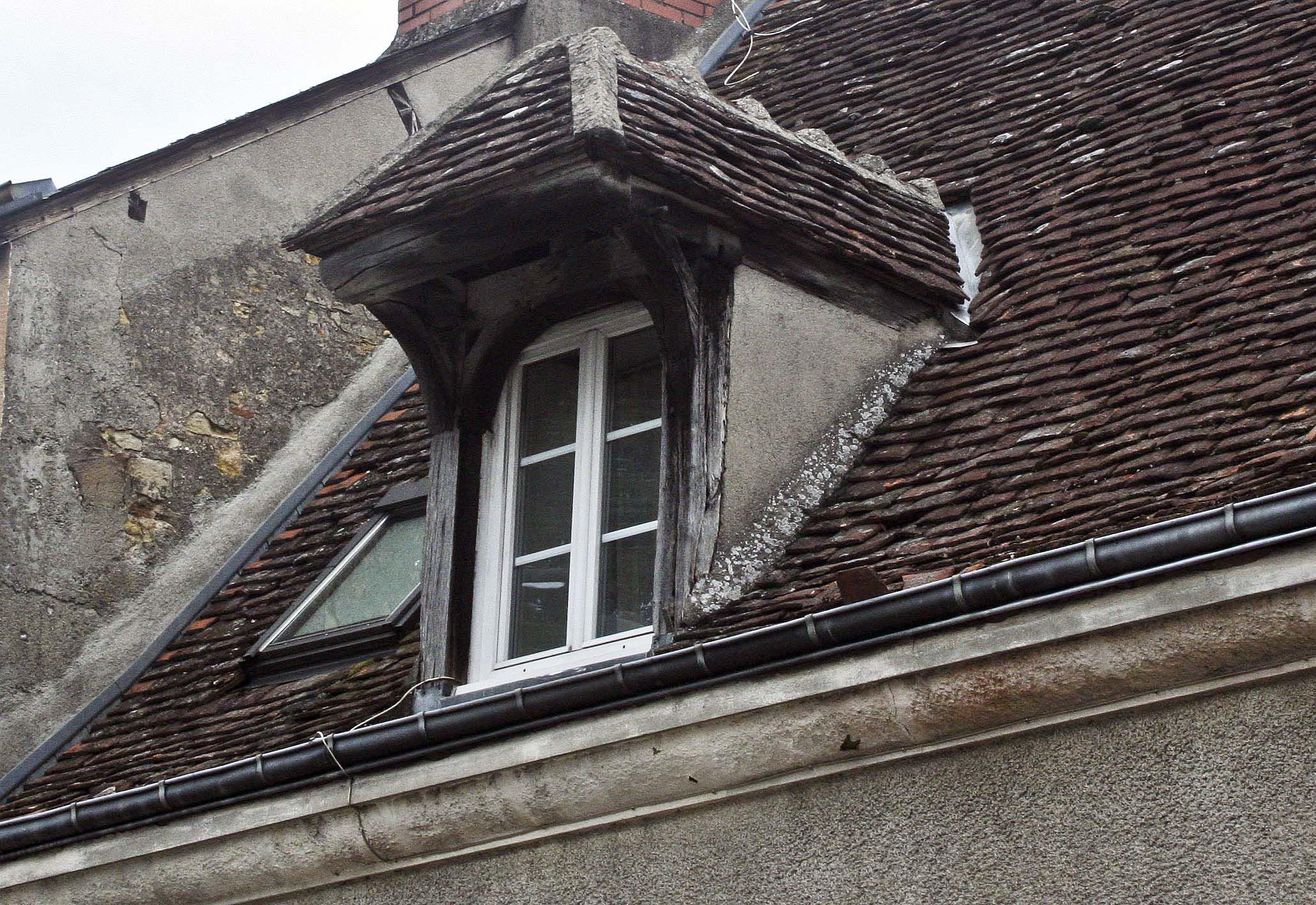
Lucarne « à la capucine », à La Châtre, Indre.
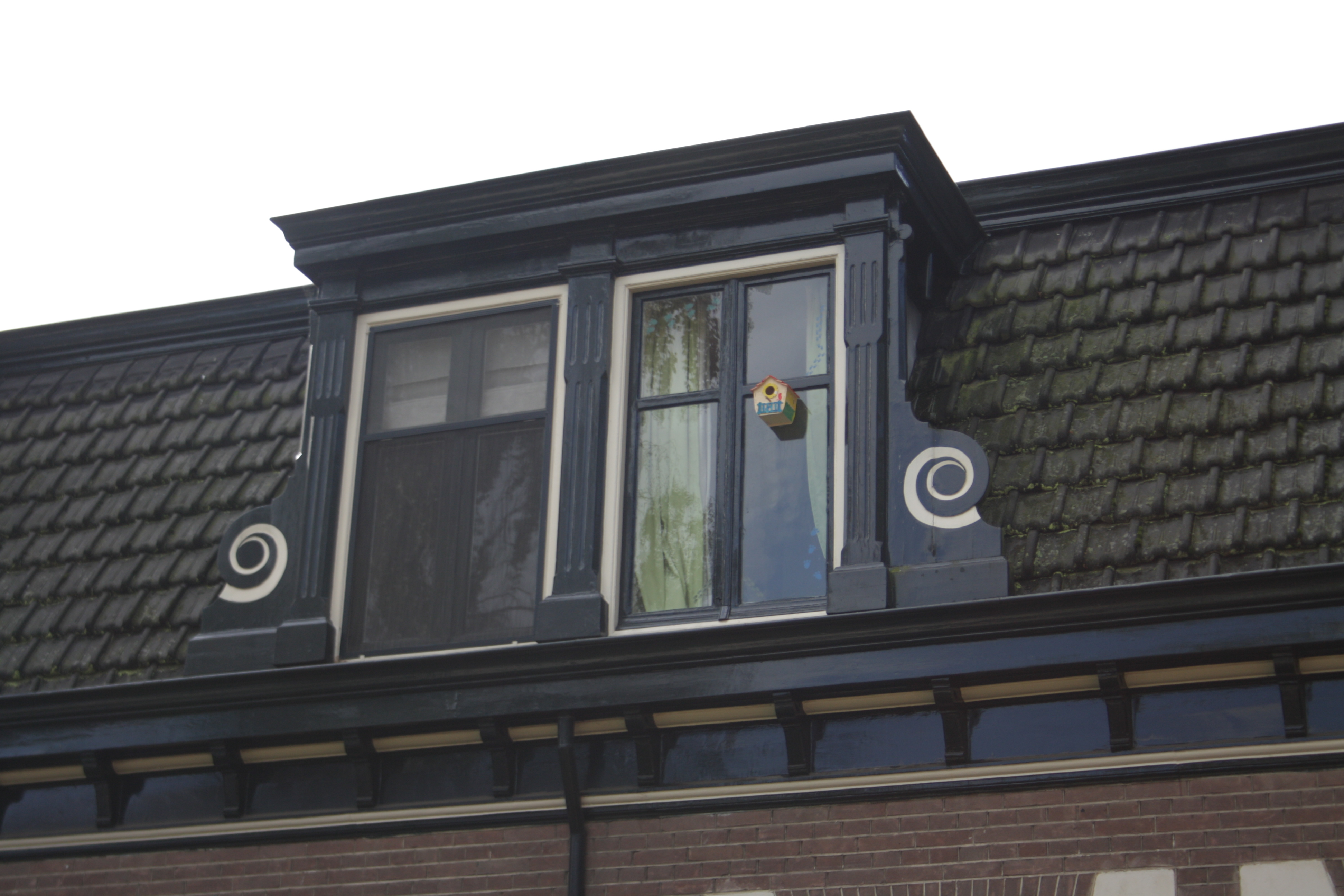
Lucarne « belle voisine », châssis de toit juxtaposés.

## Autres baies dans la toiture
Certaines baies percées dans une toiture ne sont pas des lucarnes :
- le châssis à tabatière est un châssis vitré ayant la même pente que le toit dans lequel il est fixé. Le fabricant le plus connu de châssis à tabatière est Velux.

## Autre sens
En spéléologie, par analogie, on appelle « lucarne » une petite ouverture qu'on peut trouver assez haut dans le toit ou la paroi d'une cavité souterraine.